# フーベルト・バルワーザー
フーベルト・バルワーザー（Hubert Barwahser, 1906年9月28日 - 1985年4月29日）は、ドイツ出身のオランダのフルート奏者。
アーヘンの北方、オランダ・ベルギーとの国境に近いヘルツォーゲンラートの生まれ。アーヘンの歌劇場で首席奏者を務めていたエミール・デーリングに師事し、ハンブルクでヴィルヘルム・ティーフトルングの薫陶を受けた。
1928年から1935年までハンブルク国立フィルハーモニー管弦楽団の首席奏者を務めた後、1936年から1971年に引退するまでアムステルダム・コンセルトヘボウ管弦楽団で首席奏者を務めた。ダルフセにて死去。